# 王権神授説
王権神授説（おうけんしんじゅせつ、英: divine right of kings, 英: divine right）は、16世紀から17世紀にかけてのヨーロッパの絶対王政期において、絶対君主の王権の根拠を神に求める政治思想。神授王権（しんじゅおうけん、英: God's mandate）とも。王権は神によって与えられたものであるため、国王（君主）は神に対してのみ責任を負い、それ以外の権威（特に議会や教皇）による拘束を受けないとして、国王の絶対的な支配権（統治権）を肯定するものである。フランスのボダンやボシュエ、イングランドのフィルマーらによって理論化され、同時期のフランスやイギリスにおいて君主権力の説明に広く用いられた。
王権（統治権）の根拠を神に求めることは古来より広く見られたことであり、中世ヨーロッパの王国（キリスト教国）においては君主の統治権（王権）は、ローマ教皇によって承認されるものであった。16世紀の宗教改革を経てローマ・カトリックの権威を否定する風潮が起こると、国王もまたカトリックの権威から独立しようとする動きが始まり、国王は国家の唯一の最高統治者（至上）であるとする政治理論が求められた。この動きはプロテスタントであるイングランドで顕著であったが、カトリック国であったフランスでも強まった。
一方で同時期には自然法の再発見・再評価も始まり、13世紀のトマス・アクィナスらの理論を支柱にジョン・ロックらが体系化したり、イギリスではコモン・ローに基づく法の支配など、君主権力に対抗する理論も発展していった。これらは特に17世紀後半からの啓蒙時代に結実し、人権思想や社会契約論といった啓蒙思想によって王権神授説は否定され、フランス革命を招くなどした。その後、絶対王政の理論はドイツを中心とした啓蒙専制主義に移っていく。

## ヨーロッパにおける王権神授説

### ローマ帝国と「神寵帝理念」
皇帝は神によって選ばれ、その恩寵を受ける存在であるとする神寵帝理念が、4世紀の教父エウセビオスによって定式化され、専制君主政（ドミナトゥス）期におけるローマ帝国の皇帝権を支える思想的根拠となった。

### 中世における王権の超自然的権威の獲得過程
ヨーロッパでは、中世を通じて王権はキリスト教的な至上権から普遍的な支配権を主張する皇帝権・教権に対抗しうる神聖性や霊性を民衆の心性のうちに獲得しようとし、また、実際に王権はある種の霊威、あるいは超自然的権威をみずから位置づけることに成功した。このような霊威は当初、偉大な王の個性に基づいて「一代限り」のものであると考えられていたが、徐々に世襲されるようになり、儀礼も備えて王権とそれを世襲する王家に一種のカリスマを付与することになった。こうした霊威は、王権が教権に対して一定の自立性を示す根拠となった。
宗教的儀式によって、王は半聖職者的性格や奇跡的治癒能力を付与されると解釈され、王は聖職者に対しては優位性を主張しえた。霊威は、王権が教権に対して一定の自立性を示す根拠となった。

#### イングランド、エドワード懺悔王の霊威
イングランドにおける国王の霊威をあらわす初期の例は、ノルマン朝のヘンリー1世によるもので、王はおそらく瘰癧（るいれき。結核の一症状で、リンパ節が腫れる）患者にその手で触れることにより治療をおこなっている。この王権による瘰癧治癒能力は、おそらく後述するカペー朝がすでにおこなっていた瘰癧治療に対抗するためにエドワード懺悔王の説話を用いて設定されたもので、カペー朝の王権に対抗するためのものであったと考えられている。つづくプランタジネット朝の時代にはヘンリー2世がすでに瘰癧治療を「御手によって」おこなっているのはほぼ確かで、エドワード1世時代には治療を受けた者に王が施しをするのが明らかになっているので、会計記録からその集計を知ることができる。この瘰癧治癒の霊威の根源は国王が塗油され聖別されたことに由来するとされた。
エドワード2世のころから別種の奇跡、指輪の奇跡がイングランド王権の儀式にあらわれる。これは毎年復活祭直前の金曜日に、王がまず一定の金銀を寄進した上で、それを買い戻し、買い戻した元の寄進の金銀で指輪を作るという儀式で、こうして作られた指輪は痙攣やてんかんの病人の指にはめられると、病をいやすと考えられていた。この儀式では当初、寄進された金銀が聖性を帯びると考えられ、王権は直接に霊威の由来とはされなかったのであるが、テューダー朝のヘンリー8世のころには塗油された王権に由来するものと考えられるようになり、この時期にはすでに儀式において「買い戻し」の行為が省かれていた。指輪の奇跡は宗教改革の時代に批判に晒されるようになり、エリザベス1世によって廃止された。
一方で瘰癧さわりのほうはしばらく存続した。ステュアート朝初期には熱心に瘰癧さわりがおこなわれたが、オランダ人であったウィリアム3世はこの儀式に否定的で患者に触ろうとはしなかった。つづくアン女王は瘰癧さわりをおこなったが、ハノーヴァー朝以降全くおこなわれなくなった。

#### フランス、聖マルクールの霊威
| ある日、クローヴィスがコンフラとの決闘の準備をしている時に従者に甲冑を取りに行かせると、甲冑に普段の三日月紋にかわって、青地に百合が3輪描かれている。4度別の甲冑に取り替えさせるが、いずれも同様の百合紋がついている。そこでしかたなくこれを着て決闘するとクローヴィスは勝利を収めることができた。じつはこれはキリスト教徒であった妃クロティルドの計らいで、妃は百合紋を用いて決闘に向かえば勝利するであろうとの啓示を受けていたのだった。 |

フランス王家の紋章フルール・ド・リス。14世紀半ば頃に百合紋を巡って一つの説話が作られた。

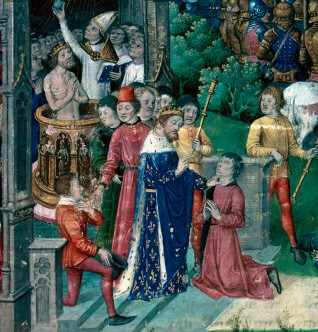
フランク王クローヴィスのロイヤル・タッチ

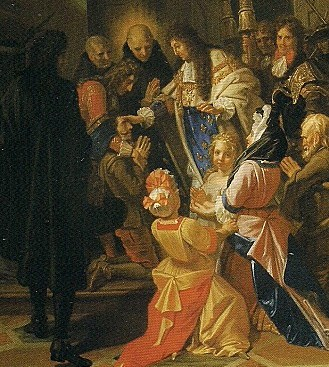
「太陽王」ことルイ14世のロイヤル・タッチ

フランスではカペー朝の初期、フィリップ1世がおそらく瘰癧さわりをおこなったと考えられている。フィリップ4世の時代にはフランス全土ばかりか、全西ヨーロッパ規模でこの「瘰癧さわり」は評判となっており、教皇領であるウルビーノやペルージャからも治癒を求める民衆がやって来ていることが確認されている。また中世を通じて医学書に瘰癧の治療法としてこの「瘰癧さわり」が記述されていた。一方でルイ6世の時代には王旗や王冠がカール大帝の伝承にむすびつけられ、カロリング朝とフランス王権の間に観念的な連続性を生じさせた。
フィリップ4世のころには、この瘰癧さわりが「クローヴィスの洗礼に由来する。クローヴィスはキリスト教に改宗したメロヴィング朝君主であるが、中世フランスでは塗油されて聖別された」と誤って信じられていた。塗油された王の霊威によるものという観念があらわれている。そしてこの伝説はランス大聖堂にクローヴィス以来の聖香油が聖瓶（サント・アンブール）に保管されており、王の即位式で王は聖香油を塗油され聖別されるという観念につながった。
中世末期になると、この瘰癧さわりに別個の聖マルクールの瘰癧治療信仰が混入し、区別がつかなくなった。マルク・ブロックによれば、中世末の王権論者は、すでに王権の聖性において「塗油」さえ問題にしなくなっていたという。マルク・ブロックは著者不明の説話集『果樹園の夢想』から次のような事例を引く、「王が塗油されて聖別されるのは見せかけだけに過ぎず、実際はフランス王権固有の聖性が王権の治癒能力の源泉である。なぜなら、ほかの塗油された国王たちは瘰癧を治癒することができないのだから。ここには明らかにフランス王権の優越性を主張する国民的な感情が見て取れる」。
ヴァロワ朝のフランソワ1世の時代には、王の瘰癧治癒能力がこの聖者に由来するという観念が一般化していた。フランス王はコルブニーにある聖マルクールの遺骨の前でミサをおこなう際に瘰癧さわりも施すようになり、それを目的として参集する病人が年々増大した。
フランスの「瘰癧さわり」はブルボン朝のルイ16世の時代まで熱心に続けられていたが、フランス革命が起こると王は神授権説とともにこの慣習も捨てることとなった。これ以降はシャルル10世の時代に「瘰癧さわり」の復活が試みられているが、王自身も否定的であったので1825年に一回おこなわれたのみでこれが最後の事例となった。

#### 教権の宗教的権威への挑戦
このような王権の超自然的権威はローマ教皇の宗教的権威、具体的には教皇勅書「唯一の、聖なる（ウナム・サンクタム、"Unam sanctam"）」への挑戦であった。この教皇勅書はボニファティウス8世により出されたもので、教皇は世俗的領域と宗教的領域の両方で、至上権を有していることを述べていた。以後歴代教皇はこの勅書を基本的に踏襲し、教皇首位権を擁護する聖職者・神学者たちはこれをしばしば引用したばかりか、ややもすれば拡大解釈して教皇の特権を強調した。
王権の「瘰癧さわり」に関してはしばしば異端の疑いを受け、また宗教的権威において、教権に対しての王権の優位性を根拠づけることに成功したとは言い難いものの、中世の後期には民衆の間でこの慣習が広く受け入れられていた。

#### 王の二つの身体（霊的王権から政治的王権へ）
中世前期、皇帝派の著述家たちはしばしば王が霊的な権能を有していることを主張した。カロリング朝時代、カスウルフはカール大帝について次のように述べている。
「我が王よ、汝は汝の王たる神の代理人であることをつねに頭にとめておかれますよう。…（中略）…司教は二次的な地位にいるに過ぎません。」。
また、同時代のアルクィンはカール大帝を教皇やビザンツ皇帝よりも上位に考えている。
それに対し、教皇派の著述家たちは王権の聖職者としての性格を拒否した。王は純粋に世俗的で肉体的な自然的身体を持つ一方で、王として塗油された瞬間から他の世俗的権力者を超越する霊的身体を持つと考えられ、皇帝派によって大いに喧伝された。12・13世紀の皇帝派はむしろ塗油をすでに重視しなくなっていた。彼らによれば、皇帝は教皇が存在する以前から存在し、この世のあらゆる権力は神に由来するのであるから、古代の皇帝は塗油で聖別されずとも完全な権力を有していたことになる。したがって、彼らにとって塗油とは皇帝を教皇が承認する行為に過ぎず、皇帝権は教皇権に由来するものではないとされた。中世後期には、法学理論によって武装した皇帝権は帝国勅令「リケット・ユーリス」によって、その神聖性を確立する。この勅令によって、皇帝の権力は神のみに由来し、皇帝は選挙によって選出された瞬間から教皇の承認や追認なくして権力を行使することができるとされた。教皇派は「王に対する塗油が、司教に対するものと違って、魂に何の影響も与えない」つまり何の秘蹟的影響も王にもたらさないため、王の聖性の根拠にはならないという意味。これはヨハネス22世がエドワード2世に述べた言葉。しかし、ローマで行われる皇帝の戴冠式以外に教皇は影響力を及ぼすことが結局出来ず、イングランドやフランスでは伝統に従って塗油がおこなわれ、むしろ中世後期には儀式における典礼的・神秘的な洗練は強められたとして、前者の考えを否定した。
中世後期にいたると、王の霊的権能のほとんどは名目的な称号や役職へと退化していたが、それでも著述家たちは王が単に世俗的な支配者であるに留まるわけではないことを強調した。これには中世に発達した法学の影響がある。王権は叙任権闘争の過程で失った聖職者的性格を、新たにローマ法哲学によって回復するに至った。このことはルッジェーロ2世が1140年に出した法令の序文に如実に表現されている。「神へのこの奉献により王の職務は、自らに司祭としての特権を要求する。このことにより、或る賢者や法学者は、法を解釈する人々を『法の司祭』と呼ぶのである。」中世の多くの法学者が、法を扱う裁判官や法学者自身を、司祭になぞらえており、それらの職業を神聖視するに至った。そして世俗国家に新たな聖性を付与することに成功した。
王はあらゆる法的義務から超越し、正義の源泉であると考えられた。その過程において、王権は王個人と区別して観念されるようになった。法学者たちは、王には自然的身体と政治的身体の二つの身体があり、自然的身体は可死的な王の生まれながらの身体であるが、政治的身体は不可死かつ不可視で、政治組織や政治機構からなり、公共の福利をはかるために存在していると考えた。
イングランドでは1534年の宗教改革によって英国国教会が組織され、国王に帰属されたために、王は政治的身体のほかに霊的身体も獲得した。テューダー朝からステュアート朝にいたる絶対王政のなかでイングランド王権の象徴権能は強化されていったが、やがて清教徒革命によって共和政が樹立されると、政治理論における正統性を徐々に失っていった。名誉革命によって立憲君主制を目指す方向性が定まると、王の身体は王権の象徴としての意味を失い、王権はイギリスの法によって規定され直された。ヴィクトリア女王の時代には王権は「国民の統合の象徴」として観念せられ、家庭的イメージや母性的イメージを付加されていくことになる。

### 王権神授説の提唱

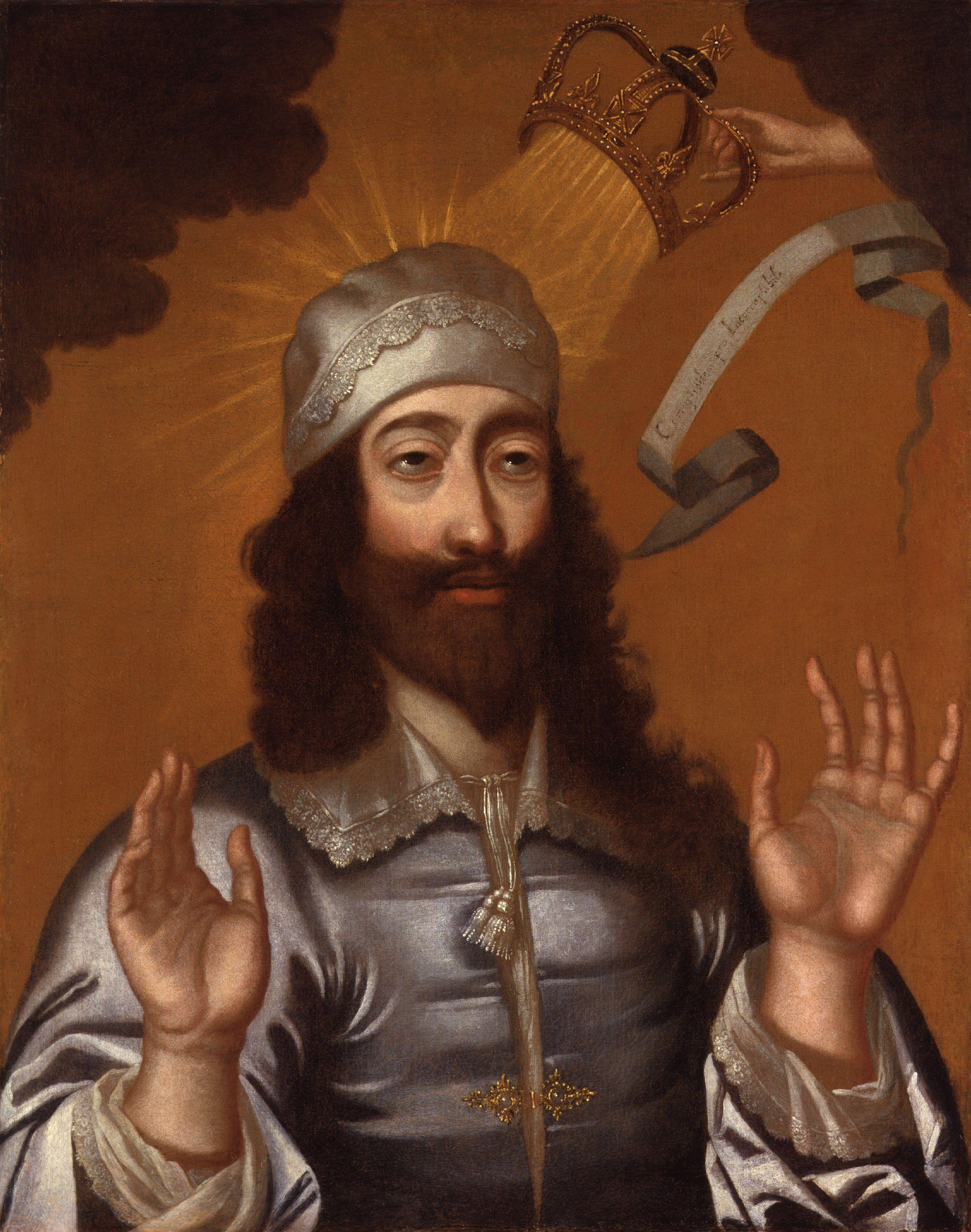
神から王冠を授けられるチャールズ1世

ヨーロッパの中世末、封建領主のもとに隷属する農奴を主たる労働力としてきた荘園経済はゆきづまりを見せてきた。危機に陥った貴族や聖職者などの封建領主層はさまざまなかたちで巻き返しを図ったが、他方ではアメリカ大陸から銀が大量に流入することなどによって貨幣経済が進行し、新興の市民階級が台頭してきた。しかし、その市民階級も単独で政治や社会を動かす力はなかった。こうしたなかで、王権は市民階級の力を一部取り込み、封建領主を臣僚化し、国外的には常備軍を設けて教権や皇帝権に対抗しながら国内的には封建勢力の抵抗を抑えようとした。このようにして展開された絶対王政であったが、実際には微妙な均衡の上に立っており、みずからの支配権は神によって授けられたものであるという王権神授説によって、自己の権力の正当化をはかった。
王権神授説を信奉した君主としては、イングランドのジェームズ1世（スコットランド王としてはジェームズ6世）とその息子チャールズ1世や、フランスのルイ14世が有名である。なかでもジェームズ1世はみずから『自由なる君主国の真の法』（1598年）という論文を書いており、ここでいう「自由なる君主国」とは、王は議会からの何の助言や承認も必要なく、自由に法律や勅令を制定することができるという意味である。ジェームズ1世は、1609年のイングランド議会でも「王が神とよばれるのは正しい。そのわけは、王が地上において神の権力にも似た権力をふるっているからである。……王はすべての臣民のあらゆる場合の裁き手であり、しかも神以外のなにものにも責任を負わない」と演説した。

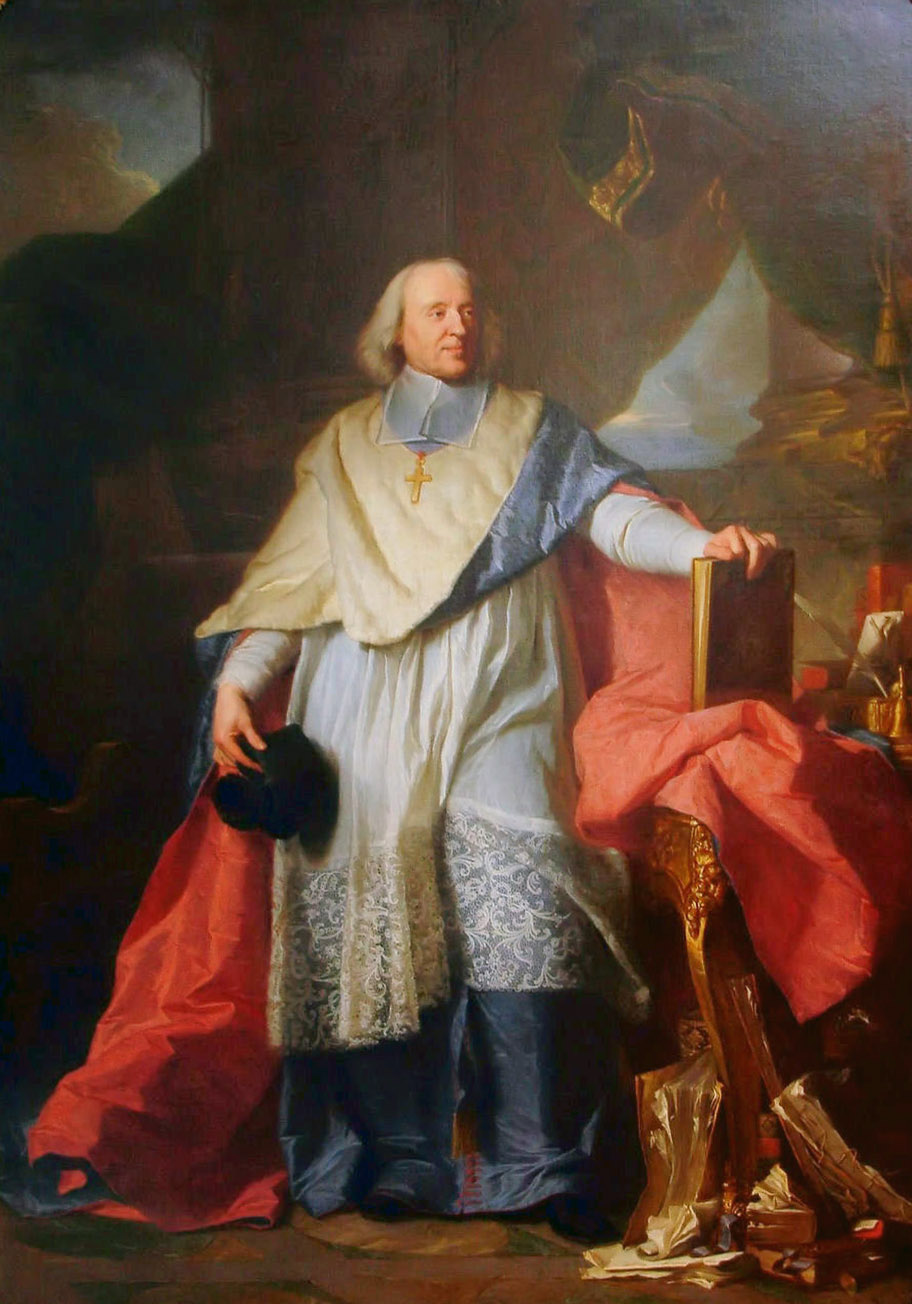
ボシュエ司教像

王権神授説をはじめて唱えたのは、16世紀フランスの法学者・経済学者として知られるジャン・ボダン（1530 - 1596）であった。フランス国内を二分した宗教戦争であるユグノー戦争（1562-98年）のさなかにボダンが著した『国家論』（1576年）では王権神授説をふくむ近代的な主権論が説かれている。
イングランドにおいてもロバート・フィルマーが『父権論（Patriarcha）』（1680年）において「国王の絶対的支配権は人類の祖アダムの子どもに対する父権に由来する」との論を展開している。
ジャック＝ベニーニュ・ボシュエ（1627-1704）は、フランス教会の独立を擁護し、『哲学入門』・『世界史叙説』・『棺前説教集』等の著書で知られる思想家であり、宮廷説教師として知られる。その概要は、ルイ14世の王太子に講義した一節に端的にあらわれるとされており、『世界史叙説』（1685年）においても、「神は国王を使者としており、国王を通じて人びとを支配している。……国王の人格は神聖であり、彼にさからうことは神を冒涜することである」との記述が見られる。この王権神授説の理論的根拠としては、新約聖書の『ローマ人への手紙』13章が考えられている。

### 社会契約説の登場と王権神授説の影響
17世紀のイギリスでは清教徒革命や名誉革命などの市民革命の結果、議会王政が確立した。また、こうした情勢のなかで、君主の支配権は国民との契約によって認められたものであるとする社会契約説がトマス・ホッブズやジョン・ロックによって唱えられて、王権神授説はしだいに否定されていった。社会契約説はフランスにも伝わり、ジャン＝ジャック・ルソーは人民主権の概念を打ちたてるにいたった。ロックやルソーの思想はフランス革命やアメリカ独立戦争にも大きな影響をあたえた。
ただし、今日においても、王権神授説はイギリス王室の戴冠式において、新国王に聖油をつける儀式などにその名残りが見受けられるとする指摘がある。王権神授説はまた、主権者無答責の原則の原初的な現れとして把握することができ、行政権が法の支配を受けるようになった近・現代史においても国家無答責の原則そのものは長く採用されてきた経緯がある。　

## メソポタミアの王権神授

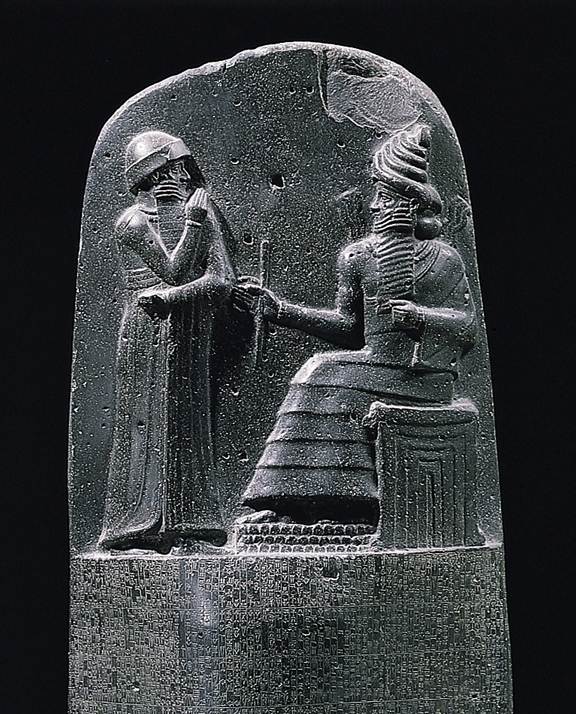
ハンムラビ法典（頂部）

古い文明の一つメソポタミア文明では、王は「神の代理人」とされ、これは同じ古代オリエント文明でも現人神であるエジプトのファラオとは対照的であった。よく知られた『ハンムラビ法典』では王ハンムラビが神シャマシュより王権の象徴の輪と聖杖を授ける図が描かれている。その下に彫られているのが「目には目を、歯には歯を」で有名な条文である。このように法治を託された（あるいは為政者が仮託した）という面もあるが、代理人たる王を通した神への民衆の信仰心が大きかったことがうかがえる。